# Liste von Fällen fortdauernder Freiheitsberaubung mit Vergewaltigung
Auf dieser Seite werden Personen als kriminell qualifiziert. Dies bedarf bei der Nennung einer besonderen Sorgfalt.
Diese Seite listet NUR Personen als Täter auf, die sowohl wegen Entführung / Freiheitsberaubung als auch Vergewaltigung rechtskräftig verurteilt wurden oder vor allem aufgrund dieser Taten einen Eintrag bei Wikipedia haben.
Die Liste von Fällen fortdauernder Freiheitsberaubung mit Vergewaltigung umfasst bekannte Fälle von Entführungen / Freiheitsberaubungen, die mit sexueller Gewalt / Vergewaltigung gegenüber den Opfern einhergingen und über einen Zeitraum von mindestens einem Tag andauerten. Diese Unterscheidung dient dazu, Fälle einer systematischen, teils jahrelangen Freiheitsberaubung gesondert hervorzuheben.
Die Liste umfasst Fälle, zu denen entweder über den Fall, das Opfer oder den Täter Wikipedia-Artikel existieren.

## Liste
| Jahr(e)   | Fall                             | Land       | Name des Opfers                                 | Geschehen                                                            | Ausgang | Name des Täters    | Beziehung zum Opfer | Strafe u. weit. Schicksal          |
| --------- | -------------------------------- | ---------- | ----------------------------------------------- | -------------------------------------------------------------------- | ------- | ------------------ | ------------------- | ---------------------------------- |
| 1977–1984 | Colleen Stan                     | USA        | Colleen Stan                                    | Jahrelange Festhaltung als Sex-Sklavin                               | befreit | Cameron Hooker     | fremd               | 104 Jahre Haft                     |
| 1991–2009 | Jaycee Lee Dugard                | USA        | Jaycee Lee Dugard                               | Jahrelange Festhaltung, Geburt zweier Kinder                         | befreit | Phillip Garrido    |                     | 431 Jahre Haft                     |
| 1998–2006 | Natascha Kampusch                | Österreich | Natascha Kampusch                               | Jahreslanges Einsperren in ein Kellergefängnis                       | befreit | Wolfgang Přiklopil |                     | Suizid vor Verhaftung              |
| 1984–2008 | Fritzl-Fall                      | Österreich | Elizabeth Fritzl (Hauptopfer)                   | Jahreslanges Einsperren in ein Kellergefängnis, Geburt von 7 Kindern | befreit | Josef Fritzl       | eigener Vater       | lebenslange Haft                   |
| 2002–2013 | Entführungen von Cleveland, Ohio | USA        | Michelle Knight, Amanda Berry, Georgina DeJesus | Gefangenschaft im Haus, ein geborenes Kind (Berry)                   | befreit | Ariel Castro       |                     | lebenslange Haft, wohl Suizid 2013 |
| 2006      | Elizabeth Shoaf                  | USA        | Elizabeth Shoaf                                 | 10-tägige Gefangenschaft in einem Erdbunker                          | befreit | Vinson Filyaw      | fremd               | 421 Jahre Haft, Tod 2021           |